# برينس أوبوس أغريه
برينس أوبوس أغريه (بالإنجليزية: Prince Obus Aggreh)‏ المعروف باسم برينس أغريه أو اختصارا برينس (ولد في 30 سبتمبر 1996 في سابيل، نيجيريا) لاعب كرة قدم بحريني نيجيري دولي يجيد اللعب في مركز الجناج الأيمن. يلعب حاليا لصالح الخالدية الذي ينافس في الدوري البحريني الممتاز منذ 2022.

## المسيرة الرياضية

### الأندية
في 1 يوليو 2010 وقع برينس مع بيندل إنشورانس النيجيري في الدرجة الثانية.
في 1 يناير 2012 انتقل برينس من بيندل إنشورانس إلى هارتلاند في الدوري الممتاز في صفقة انتقال حر. في موسمه الأول 2012 وفي بطولة الدوري ساهم في احتلال فريقه المركز الثامن برصيد 51 نقطة من 36 مباراة بفارق 10 نقاط عن البطل كانو بيلارس. في بطولة كأس نيجيريا ساهم في تتويج فريقه بالبطولة بعدما تغلب في المباراة النهائية على لوبي ستارز 2-1 ليحقق برينس أولى بطولاته الشخصية. وفي بطولة كأس الكونفيدرالية الأفريقية ساهم في وصول فريقه إلى الدور 32 عندما قرر هارتلاند الانسحاب من خوض مباراة الإياب مما تم اعتباره خاسرا من نادي اتحاد بيتام الغابوني علما أن هارتلاند تقدم بنتيجة 2-1 في مباراة الذهاب.
في 1 يناير 2013 انتقل برينس من هارتلاند إلى صن شاين ستارز في الدوري الممتاز في صفقة انتقال حر. في موسمه الأول 2013 وفي بطولة الدوري ساهم في احتلال فريقه المركز الثاني عشر برصيد 52 نقطة من 38 مباراة بفارق نقطتين عن منطقة الهبوط.
في موسمه الثاني 2014 وفي بطولة الدوري ساهم في احتلال فريقه المركز الحادي عشر برصيد 54 نقطة بفارق 4 نقاط عن منطقة الهبوط.
في موسمه الثالث 2015 وفي بطولة الدوري ساهم في احتلال فريقه المركز السادس برصيد 61 نقطة بفارق نقطتين عن صاحب المركز الثالث المؤهل إلى البطولات القارية.
في 1 يناير 2016 انتقل برينس من صن شاين ستارز إلى كانو بيلارس في الدوري الممتاز في صفقة انتقال حر. في موسمه الأول 2016 وفي بطولة الدوري ساهم في احتلال فريقه المركز السابع برصيد 52 نقطة بفارق 4 نقاط عن صاحب المركز الرابع المؤهل إلى البطولات القارية.
في 19 يناير 2017 انتقل برينس من كانو بيلارس إلى إفياني أوباه في الدوري الممتاز في صفقة انتقال حر. في موسمه الأول 2017 وفي بطولة الدوري ساهم في احتلال فريقه المركز التاسع برصيد 54 نقطة بفارق 7 نقاط عن صاحب المركز الثالث المؤهل إلى البطولات القارية. وفي بطولة كأس الكونفيدرالية الأفريقية خرج الفريق من الدور التمهيدي عندما خسر من المصري المصري 0-3 بركلات الترجيح بعد تعادلهما 1-1 في مجموع المباراتين.
في 10 يناير 2018 انتقل برينس من إفياني أوباه إلى سبورتنغ دي ماكاو في دوري النخبة في صفقة انتقال حر. في موسمه الأول 2018 وفي بطولة الدوري ساهم في احتلال فريقه المركز الثالث برصيد 38 نقطة من 18 مباراة بفارق 14 نقطة عن البطل بنفيكا دي ماكاو. وسجل برينس 19 هدف (34% من أهداف فريقه) محتلا المركز الخامس في قائمة الهدافين. وفي بطولة كأس ماكاو ساهم في وصول فريقه إلى الدور النصف النهائي عندما خسر من تشنغ فنجي 1-6 ثم عاد مجددا لخسارة مباراة تحديد صاحب المركز الثالث من بنفيكا دي ماكاو 0-5.
في 1 يناير 2019 انتقل برينس من سبورتنغ دي ماكاو إلى الشباب في الدوري الممتاز في صفقة انتقال حر. في موسمه الأول 2018-2019 وفي بطولة الدوري ساهم في احتلال فريقه المركز السابع برصيد 19 نقطة من 18 مباراة بفارق الأهداف عن منطقة الهبوط. وفي بطولة كأس الاتحاد البحريني ساهم في جمع فريقه 3 نقاط في آخر مباراتين في مرحلة المجموعات ليحتل الشباب المركز الرابع قبل الأخير برصيد 4 نقاط من 4 مباريات في المجموعة الأولى وليفشل في التأهل إلى الدور النصف النهائي. انتهى عقده في 1 يونيو 2019 وترك النادي.
في 5 يناير 2020 انتقل برينس إلى المحرق في الدوري الممتاز في صفقة انتقال حر ضمن انتقالات الفترة الشتوية. في موسمه الأول 2019-2020 وفي بطولة الدوري ساهم في احتلال فريقه المركز الثاني برصيد 40 نقطة بفارق نقطة واحدة عن البطل الحد. وفي بطولة كأس ملك البحرين ساهم في تتويج فريقه بالبطولة بعدما تغلب في المباراة النهائية على الحد 1-0 ليحقق برينس ثاني بطولاته الشخصية. وفي بطولة كأس الاتحاد البحريني ساهم في تتويج فريقه بالبطولة بعدما تغلب في المباراة النهائية على البسيتين 4-1 ليحقق برينس ثالث بطولاته الشخصية.
في موسمه الثاني 2020-2021 وفي بطولة الدوري ساهم برينس في احتلال المحرق المركز الرابع برصيد 27 نقطة بفارق 8 نقاط عن صاحب المركز الثاني المؤهل إلى البطولات القارية. وفي بطولة كأس ملك البحرين ساهم في وصول فريقه إلى الدور الربع النهائي عندما خسر من الأهلي 1-2. وفي بطولة كأس الاتحاد البحريني ساهم في تتويج فريقه بالبطولة مجددا عندما تغلب في المباراة النهائية على الرفاع الشرقي 2-1 ليحقق برينس رابع بطولاته الشخصية. وفي بطولة كأس الاتحاد الآسيوي ساهم في احتلال فريقه المركز الأول في المجموعة الثانية برصيد 6 نقاط من 3 مباريات ليتأهل إلى الدور الربع النهائي.
في 5 سبتمبر 2021 انتقل برينس من المحرق إلى الخلود الصاعد حديثا إلى الدرجة الأولى السعودي في صفقة انتقال حر. ساهم برينس في حصد الخلود 25 نقطة من 18 مباراة ليحتل المركز الحادي عشر بفارق 5 نقاط عن منطقة الهبوط. تم فسخ العقد في ديسمبر 2021.
في 18 ديسمبر 2021 انتقل برينس من الخلود إلى الرفاع الشرقي في الدوري الممتاز في صفقة انتقال حر. في موسمه الأول 2021-2022 في بطولة دوري الدرجة الممتازة ساهم في احتلال فريقه المركز السادس برصيد 24 نقطة من 18 مباراة بفارق سبع نقاط عن منطقة الهبوط. واستطاع تسجيل أربعة أهداف وصناعة سبعة أهداف في 12 مباراة. وفي بطولة كأس ملك البحرين ساهم في وصول فريقه إلى المباراة النهائية عندما خسر من الخالدية بركلات الترجيح. وفي بطولة كأس الاتحاد البحريني خرج فرقه من دور المجموعات وفشل في التأهل إلى الدور النصف النهائي. وفي بطولة كأس الاتحاد الآسيوي ساهم في تأهل فريقه إلى الدور النصف النهائي لمنطقة غرب آسيا بعدما تصدر مجموعته الثالثة برصيد خمس نقاط من ثلاث مباريات.
في 2 يونيو 2022 انتقل برينس من الرفاع الشرقي إلى الخالدية البحريني في صفقة انتقال حر. في موسمه الأول 2022-2023 وفي بطولة الدوري الممتاز ساهم في حصد فريقه 18 نقطة من 11 مباراة محتلا المركز الرابع. وفي بطولة كأس ملك البحرين خرج فريقه من مباراته الأولى عندما خسر في الدور الثمن النهائي من سترة بركلات الترجيح. وفي بطولة كأس السوبر البحريني ساهم في تتويج فريقه بعدما تغلب على الرفاع 2-0 ليحقق برينس خامس بطولاته الشخصية.
في 30 يناير 2023 انتقل برينس من الخالدية إلى الرفاع الشرقي البحريني (الدوري الممتاز) بالإعارة حتى نهاية الموسم. في موسمه الوحيد 2022-2023 وفي بطولة الدوري الممتاز ساهم من خلال تسجيل هدف واحد وصناعة 3 أهداف في احتلال فريقه المركز التاسع بفارق 3 نقاط عن منطقة الأمان لينتقل إلى ملحق البقاء حيث استطاع تصدر الملحق والبقاء في الدوري الممتاز. وفي بطولة كأس الاتحاد البحريني فشل فريقه في التأهل إلى الدور النصف النهائي بعدما احتل المركز الثالث في المجموعة الرابعة بفارق 4 نقاط عن المتصدر البحرين. في 30 يونيو 2023 انتهت الإعارة وعاد برينس إلى الخالدية.

### المنتخبات
شارك في أول مباراة دولية مع منتخب نيجيريا في 8 سبتمبر 2015 وكانت أمام النيجر وانتهت بفوز نيجيريا 2-0.
تم استدعائه للمشاركة في بطولة أمم إفريقيا للمحليين 2016 حيث لعب ساهم في الفوز على النيجر 4-1 ثم التعادل مع تونس 1-1 ثم الخسارة من غينيا 0-1 ليحتل المركز الثالث ويفشل في الصعود إلى الدور الربع النهائي.

## الإنجازات
- هارتلاند
  - كأس نيجيريا (1): 2012
- المحرق
  - كأس ملك البحرين (1): 2020
  - كأس الاتحاد البحريني (2): 2020 - 2021
- الخالدية (1)
  - كأس السوبر البحريني (1): 2022